# Kanton Bayonne-2
Bayonne-2 is een kanton van het Franse departement Pyrénées-Atlantiques. Het kanton maakt deel uit van het arrondissement  Bayonne.
Het telt 27.795 inwoners in 2018.
Het kanton werd gevormd ingevolge het decreet van 25  februari 2014 met uitwerking op 22 maart 2015, met Bayonne als hoofdplaats.

## Gemeenten
Het kanton Bayonne-2 omvat volgende gemeenten.
- Bayonne (hoofdplaats) (deel)
- Boucau